# Дигитална следа
Дигитална следа е термин, който проследява процеса на извършени дейности на потребител в дигиталното пространство. Това може да включва информация, произлизаща от интернет, мобилен интернет, уеб пространството и телевизията. Дигиталната следа осигурява база данни и факти, свързани с работата на човек в цифровата среда. Такива са лични профили и акаунти в социални мрежи, информация за посетени интернет страници, отваряни и създавани файлове, персонални съобщения и коментари, видеоклипове, снимки и други виртуални активности, включващи въвеждането на лични данни на потребителя. Част от този материал може да бъде публично достъпен, а друга секретен.

## Сърфиране в интернет
Дигиталната следа в Уеб пространството е позната още като дигитална или кибер сянка. Там информацията, изтичаща от работата на потребителя може да се проследи чрез HTTP бисквитка. Процесът обикновено засяга личните данни на потребителите, но също така може да се отнесе към организации, фирми и корпорации.
Информацията може да бъде умишлено или неумишлено оставена от потребителя, в зависимост от неговата цел и навик на работа. Базата данни варира между богато количество файлове и почти всякаква липса на дигитални следи. Дигиталните следи са обект на изследване и събиране от страна на някои организации, които правят онлайн проучвания. Правоприлагащите органи използват дигиталната следа с цел осигуряване на труднодостъпна информация относно съдебни дела.
Някои от социалните мрежи могат да селектират индивидуалните дигитални следи като ги превърнат в лично досие на потребителя. Социалната медия използва данните от дигиталната следа за да разбере личните интереси на интернет потребителя. Това са лични интереси и предпочитания, членство в социални организации, поведение и местоположение.

## Лични права
Дигиталната среда не е дигитална идентичност и не изпълнява функциите на паспорт, а се разглежда като база метаданни. Дигиталните следи могат да бъдат противоречиви и невинаги отговарят на истинската самоличност на потребителя. Дигиталната следа се използва както за извличане на лична информация без знанието на потребителя, така и за направа на анализ на неговото поведение в социалните мрежи.